# Katolička krivnja
Katolička krivnja je navodna krivnja koja postoji kod osoba koje su aktivni ili bivši sljedbenici Rimokatoličke vjere. Ova navodna krivnja navodno izaziva opsesivno kompulsivne radnje kod katolika, koji osjećaju navodno veće probleme u svezi s grijehom, svojim vladanjem i svojom mjestom u svijetu nego pripadnici neke druge vjere kao recimo protestanti. Prema nekim navodima katolička krivnja je vrsta antikampanje protiv samih katolika od strane drugih vjera, te da znanstvene studiji nisu suglasni da li ova krivnja uopće postoji, dok drugi studiji pokazivaju da postoje koleracije i tvrde da katolička krivnja postoji ali da i druge vjere također podižu prag osjećaja krivnje kod osoba i to obično kod osoba koje su aktivni vjernici u svojim zajednicama koje imaju opsesivno kompulsivne radnje.